# هويلاند يونغ
هويلاند دنون يونغ فايلي (بالإنجليزية: Hoylande Young)‏ (26 يونيو 1903 ــ 12 يناير 1986 ) كيميائية أمريكية، أثناء الحرب العالمية الثانية، عملت علي مشروع مانهاتن في مختبر للمعادن، بعد الحرب كانت أول امرأة تتقلد منصب رئيس قسم لمختبر أرجون الدولي، وأول امرأة لرئاسة قسم شيكاغو في الجمعية الكيميائية الأمريكية.

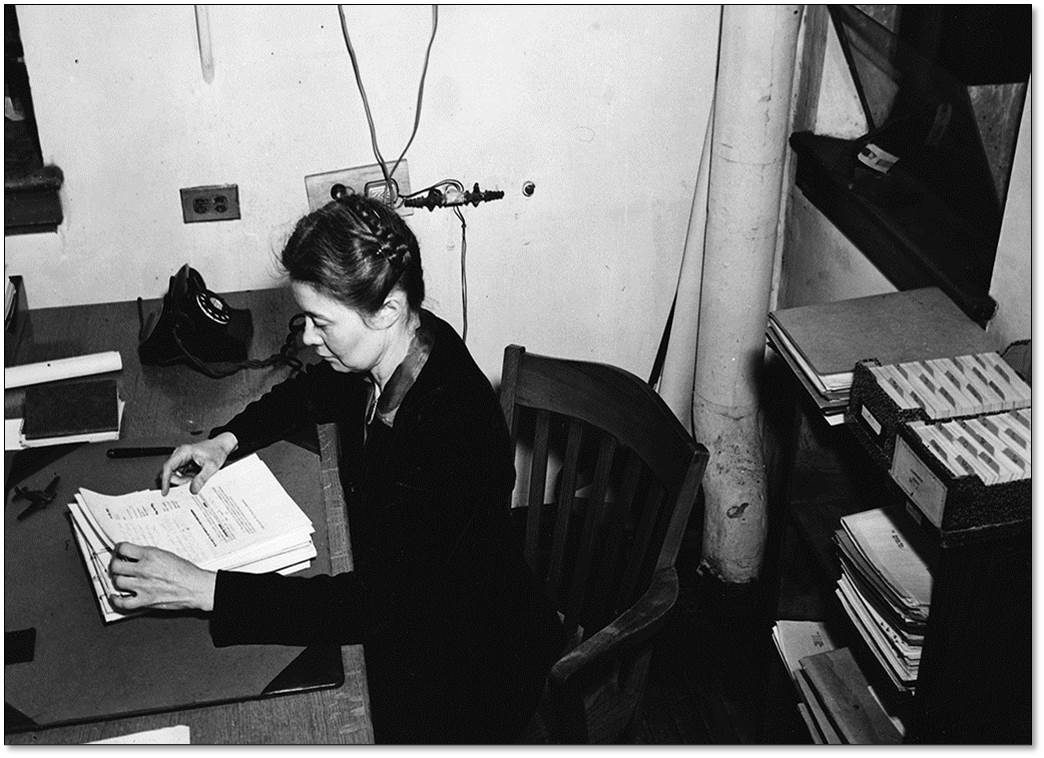
دكتور هيلاند يونغ، مدير قسم المعلومات التقنية بمعمل أرجون. تبلغ مساحة مكتبها حوالي 9 × 6 أقدام. ولدت هيلاند يونغ في 26 يونيو 1903 كولومبوس، أوهايو، الولايات المتحدة الأمريكية توفت في 12 يناير 1956 (عن عمر يبلغ 82) هايد بارك، شيكاغو، الولايات المتحدة الأمريكية الجنسية: أمريكية التخصص: الكيمياء المؤسسات التعليمية: جامعة ولاية تكساس للنساء بشيكاغو، معمل أرجون الدولي للتعدين، جامعة ولاية أوهايو (ألما مايتر)، وجامعة شيكاغو. الدراسات العليا: حول" توليفات الكيتونات الأمينية الإيزميرية" تحت إشراف يوليوس ستيغليتز.

## السيرة الذاتية
ولدت هويلاند يونغ في كولومبوس - أوهايو- في 26 يونيو 1903، كان لديها شقيقة تدعي هيلدا. أصبحت مهتمة بدراسة الكيمياء عندما كانت في الثانوية - حيث كانت تُفصل صفوف الدراسة بين الذكور والإناث - بسبب تضارب مواعيد الصف، فقد احتجت كثيراً علي ذلك، رغم معرفتها بأن هذا سيجعل مكان جلستها في نهاية الصف.
التحقت بجامعة اوهايو الدولية، والتي حصلت منها علي الليسانس في علم الكيمياء عام 1924، كما حصلت علي الدكتوراة في الفلسفة من جامعة شيكاغو وكانت رسالة الدكتوراة حول نظرية«توليفات الكيتونات الأمينية الإيزميرية» وكانت تحت إشراف يوليوس ستيغليتز.
بعد التخرج، أصبحت يونغ مطالعة للأبحاث الكيميائية والصناعية، فمهنت صناعة الدهانات لدي شركة فان صكاك للأشغال الكيميائية بشيكاغو. في عام 1930، تولت منصب أستاذ مساعد الكيمياء في جامعة ولاية تكساس للنساء، وهناك درست علم التغذية والكمياء الحيوية.
في عام 1934، قدمت استقالتها لتقبل بعرض من مشفي مايكل رييس في شيكاغو، لكن تم رفض توظيفها لكونها امرآة من قبل مدير المشفي. لذا كان من الصعب إيجاد وظائف أثناء تلك الفترة لتراجع البلاد اقتصادياً، بعدها عملت مستشارة لكن لم يدم عملها طويلاً واستمر هذا الوضع حتي عام 1938.
ثم عملت في مشروع حول تكرير النفط النقي. وكتابة تقرير عنه مع كاري فاجنر، وابنه. استمر هذا المشروع لمدة ست سنوات، لكنه توقف بسبب اندلاع الحرب العالمية الثانية لذا لم يُنشر هذا التقرير أبداً.
وتزامناً مع الحرب في الأمم المتحدة، عملت يونغ كأمين مكتبة علمية لدي مكتب البحث العلمي والتنمية OSED في مختبر للسموم بجامعة شيكاغو في عام 1942 ، حيث قامت بجمع كل التقارير الأمريكية، البريطانية والكندية حول الحرب الكيميائية وذلك لإعداد كشف حول المواد الكيميائية السامة.
في عام 1945، انتدبت للعمل علي مشروع مانهاتن في معمل للمعادن، لذا قامت بإعداد مستند نُشر من قبل لجنة الطاقة الذرية كجزء من سلسلة طاقتها الذرية الدولية.
ثم عملت لاحقاً علي تحرير سلسلة (الطاقة النووية الدولية) لتمثيل مختبر أرجون الدولي.
في عام 1946، انضمت يونغ لمختبر أرجون الدولي -جديد الإنشاء- حيث عملت كمدير للمعلومات التقنية وكانت أول امرأة يتم تعينها لرئاسة هذا القسم، وظلت تعمل حتي تقاعدت عام 1964.
في عام 1956، أصبحت أول امرأة ترأس الجمعية الكيميائية الأمريكية بشيكاغو، بعدها شاركت في إعداد جائزة للمتميزين في عملهم، واستلمت جائزتها الخاصة بها عام 1975.
كما كانت أيضاً عضواً في المعهد الأمريكي للكيميائين، والجمعية الأمريكية لتنمية العلوم وعلماء الذرة في شيكاغو، بالإضافة لكونها مؤسسة الجمعية النووية الأمريكية، والمبتكرة لذرة سيغما بي، ومن ثم حازت علي مجتمع الشرف الوطني للنساء في الكيمياء.
في عام 1959، أشادت مقاطعة شيكاغو بجزيل العرفان لها، وأنها واحدة من ضمن أكثر النساء تميزاً في مجال الأعمال التجارية والأبحاث العلميه، كما نشر مختبر أرجون الدولي سلسلة من محاضراتها مكرماً إياها في عام 1963.
تزوجت من كروفورد فايلي والذي تعرفت عليه في مختبر السموم. توفت في منزلها في هايد بارك بشيكاغو في 12 يناير 1986 ودفنت في مقبرة ريفرسايد، كولومبوس، أوهايو. ظلت ذكراها باقية في العقول بفضل أختها هيلدا يونغ.